# 싱키 크네흐트
싱키 크네흐트(네덜란드어: Sjinkie Knegt, 네덜란드어 발음: [ˈʃɪŋki ˈknɛxt], 1989년 7월 5일~)는 네덜란드의 쇼트트랙 선수이다.

## 초기 경력
2009년 유럽 선수권 대회에 참가하여 국제무대에 나왔으며, 2010년 동계 올림픽에도 참가했다. 2012년 유럽 선수권 대회에서 종합 우승하였다. 2012년 세계 선수권 대회 5000m 계주에서 은메달을 땄으며, 2013년 세계 선수권 대회 5000m 계주에서 동메달, 1000m에서 은메달을 획득하며 네덜란드 쇼트트랙의 기대주로 주목을 받았다.

## 2014년 유럽 선수권 대회
2014년 유럽 선수권 대회에 참가하여 500m와 3000m 슈퍼파이널에서 러시아의 빅토르 안에 이어 2위를 했다. 그리고 5000m 계주에서는 네덜란드의 마지막 주자로 나서 1위를 하다가, 결승 골인 직전에 빅토르 안에게 추월당해 근소한 차로 2위로 들어왔다. 결승선을 통과한 직후, 그는 순간적인 감정으로 빅토르 안 뒤에서 손가락 욕을 날리고 발을 차는 동작을 취해 비신사적인 행동을 한 것이 문제가 되었다. 이에 국제빙상경기연맹은 그의 해당 대회 기록은 유지하나 개인종합 3위에 오른 기록은 취소하는 처분을 내렸다. 해당 대회 네덜란드팀의 5000m 계주 성적과 메달도 인정하나, 그는 시상대에 오르지 못하게 했다.
크네흐트는 자신의 행동에 대해 후회하고 빅토르 안에게 사과의 뜻을 전했다.

## 2014년 동계 올림픽
2014년 소치에서 열린 2014년 동계 올림픽 남자 1000m 결승에서 빅토르 안과 블라디미르 그리고리예프에 이어 3위로 결승선을 통과하면서 동메달을 획득했다. 쇼트트랙이 1992년 동계 올림픽 때 처음으로 정식 종목으로 채택된 이래 네덜란드 최초의 올림픽 쇼트트랙 메달리스트가 되었다.

## 2018년 동계 올림픽
강릉에서 열린 2018년 동계 올림픽 남자 1500m 결승에서 임효준에 이어 은메달을 획득하였다. 경기가 끝난 뒤 임효준을 축하해주면서 많은 박수를 받았다.